# 豊楽公園駅
豊楽公園駅（ほうらくこうえんえき）は台湾台中市南屯区豊楽里にある台中捷運緑線の駅。

## 沿革
計画時の駅名は周辺の古い地名だった麻糍埔で、駅番号はG12だった(p88)
- 2013年3月1日 - 当駅を含む工区起工[4](pp4-5)。
- 2018年6月30日 - 駅名決定[5]。
- 2020年
  - 11月16日 - プレ開業（12月15日まで4週間無料）[6]。
  - 11月22日 - 車両点検のため全線プレ開業中止[7]。
  - 12月19日 - 正式開業予定[6]。
- 2021年
  - 3月25日 - プレ営業再開（4月23日までの30日間はIC無料。4月24日は運休）[8]。
  - 4月25日 - 正式開業[9]。
- 2023年
  - 5月10日 - 午後12時27分（台湾時間）ごろ、同駅付近の高級マンション建設現場で大型クレーンの一部が落下、走行中の車両に接触し1人が死亡、10人がけがを負う事故が発生（臺中捷運塔吊撞擊事故）[10][11]。

## 駅構造
相対式ホーム2面2線の高架駅(p91)。駅舎は長さ67.2メートル、幅22.8メートル、ホーム地上高11.7メートル

### 駅階層
3階にホームとコンコースがあるが(p6)、南行き（西側）ホームはコンコースと直結しておらず、対面ホームから跨線橋で往来する必要がある。
|           |                               |                                                 |
| 地上 四階 | 連絡通路                      | 跨線橋                                          |
| 地上 三階 | 相対式ホーム 右側のドアが開く | 相対式ホーム 右側のドアが開く                   |
| 地上 三階 | 2番ホーム                     | ←■ 緑線 大慶・高鉄台中站方面（文心森林公園駅）  |
| 地上 三階 | 1番ホーム                     | →■ 緑線 市政府・北屯総駅方面（大慶駅）→         |
| 地上 三階 | 相対式ホーム 右側のドアが開く |                                                 |
| 地上 三階 | コンコース層（1番ホーム方）   | コンコース、窓口、自動券売機、改札口 売店、便所 |
| 地面      | 出入口層                      | 出入口                                          |

### 駅出口
- 出口1（東側）：文心南五路

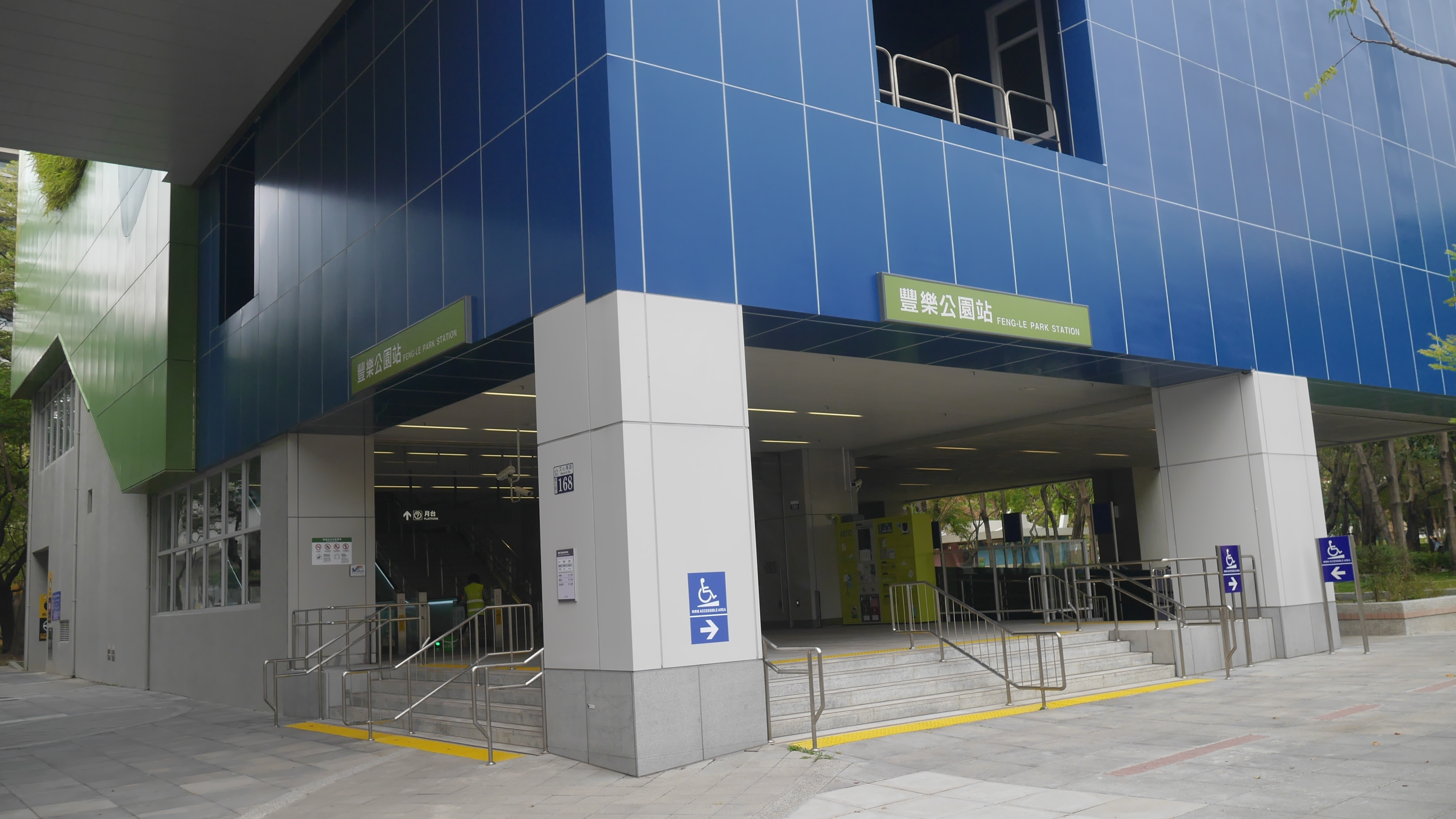
出入口
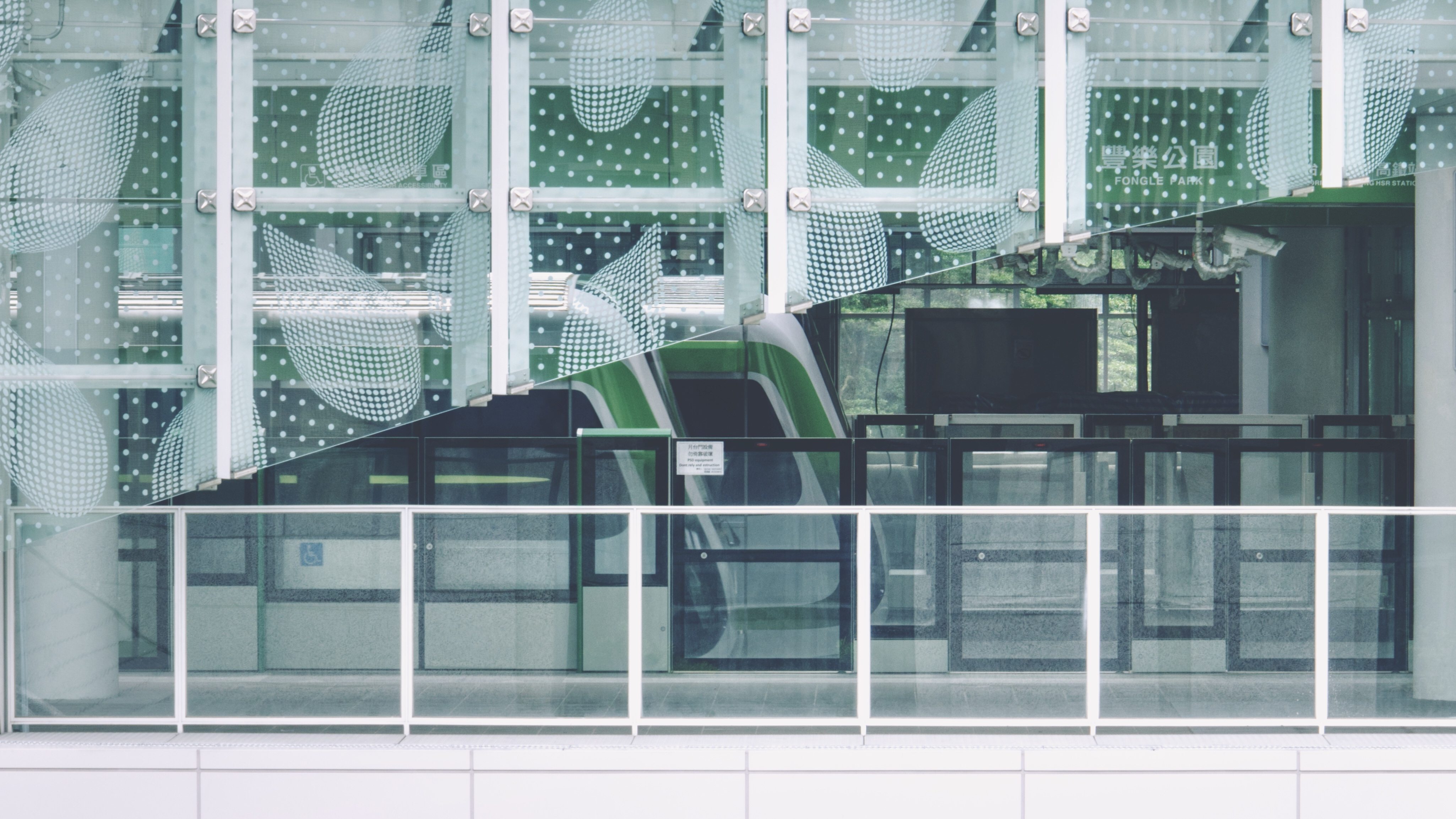
ホーム

## 駅周辺
- 南苑公園
- 好市多（コストコ）台中店
- 台中市立永春国民小学（中国語版）
- 台中市立萬和国民中学（中国語版）
- 豊楽雕塑公園（中国語版）
- 霊巌山寺（台中念仏堂）
- 秀泰生活台中文心店
  - スターバックス
  - 宜得利家居（ニトリ）台中文心秀泰店
  - バーガーキング
  - ミスタードーナツ
  - 無印良品
  - ユニクロ
  - らあめん花月嵐
- 台中 MOXY 酒店（モクシー・ホテル台中、2020年9月17日オープン）

## 隣の駅
台中捷運
緑線（烏日文心北屯線）
南屯駅 113 - 豊楽公園駅 114 - 大慶駅 115

### 註釈
1. ↑  2020年11月16日にプレ開業、中断を経て3月25日から4月23日にプレ営業再開